# BMD-1
El BMD-1 és un vehicle de combat d'infanteria per a paracaigudistes d'origen soviètic. Després de la Segona Guerra Mundial la Unió Soviètica va posar molt d'èmfasi en el desenvolupament de les seves forces aerotransportades, les Vozduixno-desantnie vojska. Per donar més potència de foc i mobilitat a les VDV un cop a terra, durant la dècada dels 60, es va dissenyar el BMD-1, que seria fabricat a la Planta de Tractors de Volgograd i entraria en servei el 1969.
Tot i tenir múltiples semblances amb el BMP-1, el BMD-1 tenia un buc totalment nou i molt més lleuger, que li permetia ser desplegat des dels avions Il-76 i An-12. Aquest vehicle va transformar les VDV d'infanteria lleugera a infanteria mecanitzada i, amb 330 d'aquests blindats per cada divisió, només es veien superades per les forces mecanitzades més modernes del bloc capitalista.
Malgrat tenir nombrosos inconvenients, el BMD-1 va arribar a una producció d'unes 2.000 unitats, amb múltiples variants, i es va guanyar una bona reputació. Ha servit, i continua en actiu, a nombrosos estats i conflictes arreu del món, destacant especialment a la invasió soviètica de l'Afganistan. Aquest blindat també va servir de base pel disseny d'altres models, com el BMD-2 introduït el 1985.

## Desenvolupament
Acabada la Segona Guerra Mundial, la Unió Soviètica va esdevenir una potència mundial formada per múltiples nacions i amb diferents interessos a protegir arreu del món. Per assegurar aquestes zones s'havia de disposar d'una força de reacció ràpida que pogués recórrer llargues distàncies en poc temps. Per això es va donar la màxima importància a les unitats d'infanteria aerotransportada, les VDV, de les quals se'n van formar un total de 7 divisions que es mantindrien sempre en perfectes condicions i amb armament i equipament punters.
El problema era que a aquest tipus de força, bàsicament infanteria lleugera, li mancava potència de foc per combatre els tancs i blindats enemics, ja que l'armament antitancs es considerava insuficient. Per això es va idear un vehicle de suport, que es pogués llançar en paracaigudes i que servís per compensar aquesta mancança. El desenvolupament d'aquesta idea començaria el 1965.

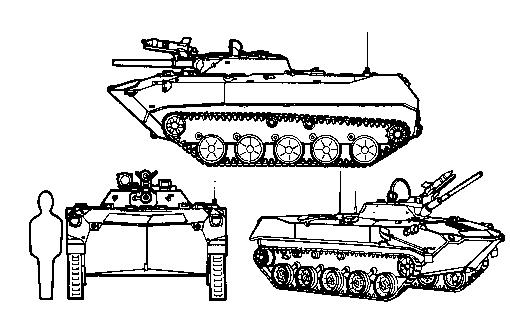
Dibuix tècnic d'un BMD-1

L'any següent apareixeria el BMP-1, un dels primers vehicles de combat d'infanteria, però el seu pes, 13 tones, el feia incapaç de ser transportat per aire. Aprofitant-ne algunes característiques, el BMD-1 va començar-se a produir el 1968 però no entraria en servei fins al 1969. Se'n van produir unes 2.000 unitats, alguns dels quals van ser exportats a Cuba, Índia, Iran i Iraq. Amb el col·lapse de la Unió Soviètica, l'any 1991, els BMD-1 serien repartits entre les noves repúbliques independents.

## Característiques

### Blindatge i distribució
El buc del BMD-1 és d'aliatge d'alumini amb forma de paral·lelepípede i amb un frontal semblant al d'una barca, per millorar la hidrodinàmica durant les maniobres amfíbies. La torreta, molt semblant a la del BMP-1, s'ubica centrada respecte als laterals i lleugerament desplaçada cap al frontal. Mentre que el frontal i la torreta tenen una forta inclinació, els laterals i el darrere del buc són verticals.
El conjunt té un blindatge molt lleuger: 25 mm al frontal de la torreta i 15 mm a la resta mentre que al buc hi ha 15 mm al frontal i 10 mm a la resta. Amb aquestes característiques el BMD-1 ofereix protecció contra metralladores pesants al frontal, ~12,7 mm, i a la resta del buc només protegeix contra armes lleugeres. Un punt particularment feble eren els dipòsits de combustible que, amb un muntatge particularment fràgil, tenien tendència a trencar-se. Per altra banda, els dipòsits addicionals eren vulnerables al foc incendiari de metralladora.
Tot el sistema es recolza sobre una eruga composta per cinc rodes de rodament, una roda motriu davantera, una roda tensora i 4 corrons de retorn a cada banda.
L'armament està distribuït per tot el vehicle. A la torreta hi va l'armament principal, el canó de tanc 2A28 de 73 mm. Al costat dret del canó hi ha la metralladora PK coaxial, i just a sobre del canó hi ha muntat el míssil antitancs 9M14 Malyutka. Les altres dues metralladores estan col·locades al frontal, una a la vora de cada lateral.

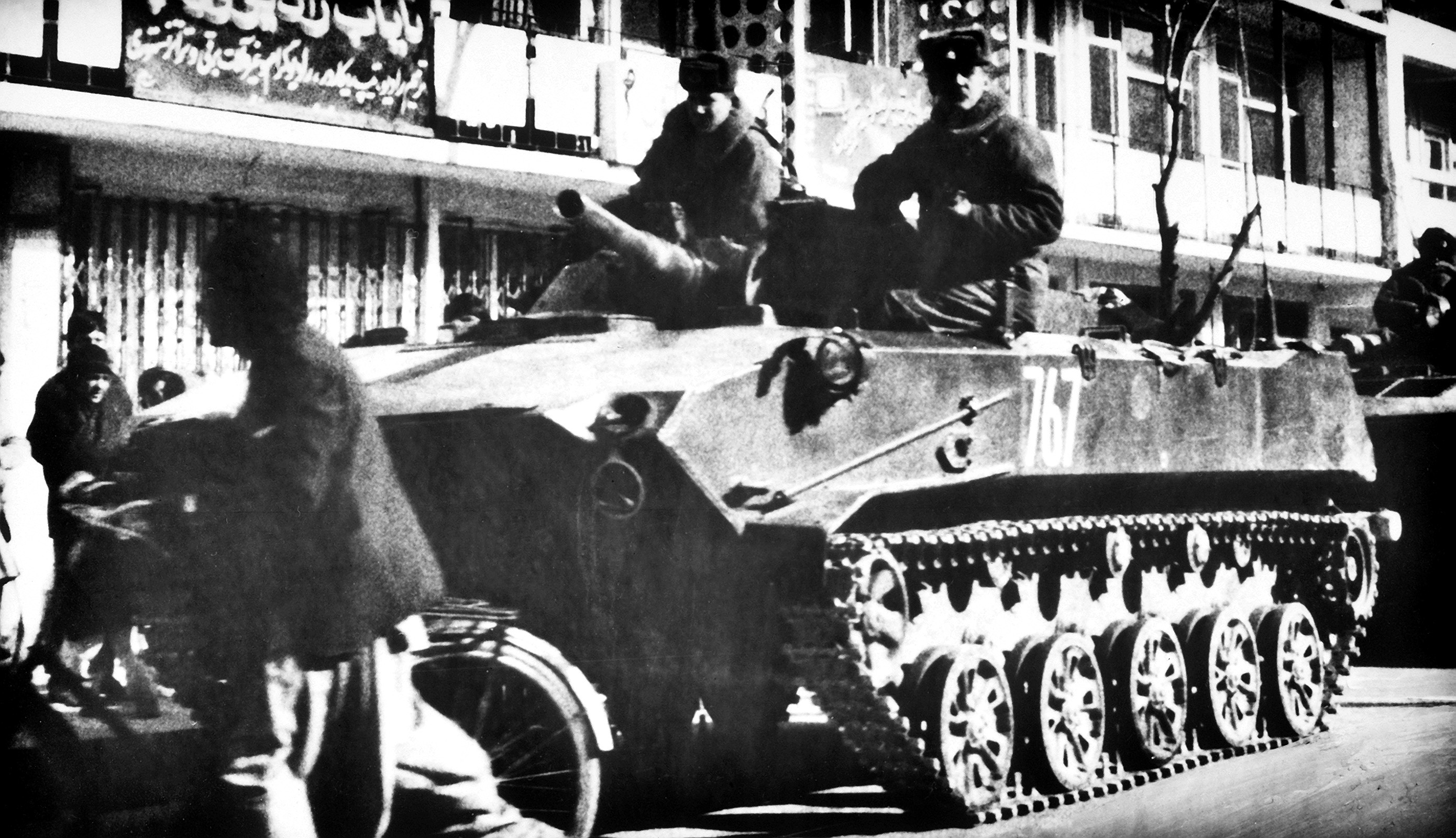
Un BMD-1 amb soldats a sobre del buc durant la guerra afganosoviètica.

Internament la tripulació està distribuïda de la següent forma: el conductor s'assent al centre del frontal. A la seva esquerra hi ha el comandant, que opera una de les metralladores frontals, i a la seva dreta hi ha un dels soldats que transporta el vehicle, que opera l'altra metralladora. Darrere seu hi ha la torreta, dirigida per l'artiller. Finalment, rere la torreta, hi van els 3 soldats restants. Per entrar i sortir disposen de 2 escotilles, una sobre la posició del conductor i l'altre a la torreta, a més a més d'una gran portella situada just darrere la torreta, que permet sortir als soldats.

### Armament

#### Armament principal
L'armament principal del BMD-1 era un canó de tanc de baixa pressió 2A28 «Grom» de 73 mm. L'abast efectiu que se suposava que tenia era d'uns 700 m. Els egipcis i sirians però, durant la Guerra del Yom Kippur, constatarien que realment l'abast precís real era d'uns 500 m.

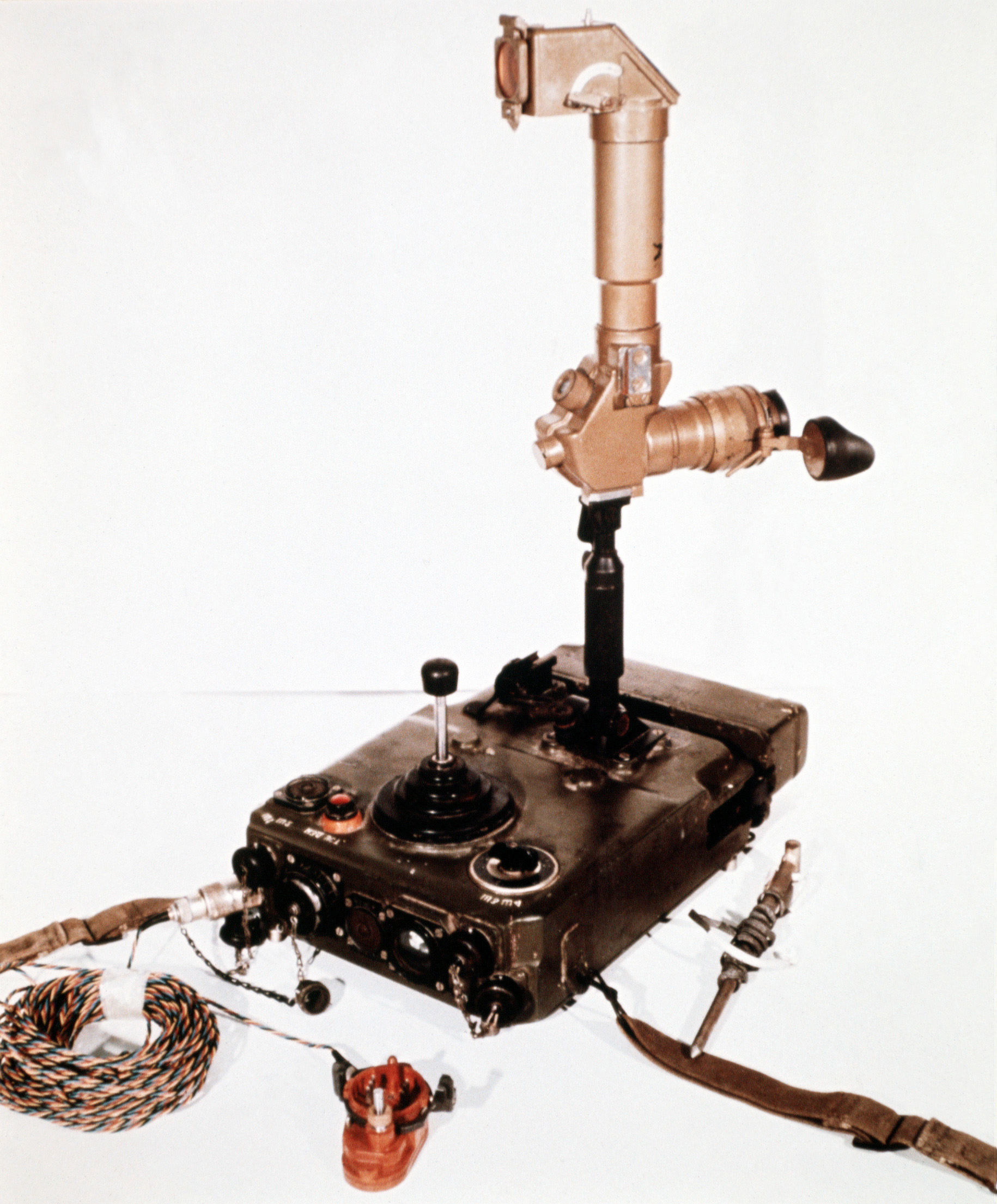
Sistema de guiatge del míssil 9M14 Malyutka. Els controls d'aquest primerenc míssil antitancs eren rudimentaris i era difícil tocar objectius en moviment.

Aquest canó era molt particular i estava íntimament relacionat amb el llançacoets antitancs RPG-7. Com el BMP-1 podia disparar els projectils HEAT de 73 mm PG-15, impulsats per coet i semblants a les granades antitancs del canó sense retrocés SPG-9. La principal diferencia entre ambdós tipus era que el PG-15 es disparava inicialment amb una petita explosió, provocada per una càrrega, donant-li un abast superior. A més a més també podia disparar projectils HE-FRAG, contra infanteria, a una velocitat de vora 8 projectils per minut. Generalment el BMD-1 disposava de 40 projectils a punt per disparar.
D'altres exèrcits havien intentat muntar un canó sense retrocés als seus vehicles, però la sortida dels gasos impossibilitava col·locar-ne a la torreta. Gràcies a la càrrega inicial dels projectils del 2A28, els soviètics van aconseguir incorporar aquesta tecnologia al BMP-1 i BMD-1.

#### Armament secundari
Per donar al BMD-1 capacitat antitancs més enllà dels 700 mètres es va instal·lar un rail llançador simple sobre el canó per a míssils antitancs 9M14 Malyutka, també conegut pel nom en clau de l'OTAN: AT-3 Sagger.
Aquest míssil però, també tenia greus mancances, ja que eren sistemes molt primitius, encara. Per dirigir el projectil només es disposava d'un rudimentari joystick i la probabilitat de tocar un objectiu petit o en moviment era escassa. A més a més, per recarregar el llançamíssils, el tirador havia d'anar a la part baixa de la torreta, muntar les aletes del míssil, obrir una petita portella sobre el canó (perdent la protecció contra agents nuclears, biològics i químics) i finalment col·locar-lo amb cura als rails. Això disminuïa la ràtio de foc a 1 míssil per minut, deixant el vehicle sense tirador durant aquest temps. En total es solien dur 4 míssils.
A més a més, per millorar la potència de foc del BMD-1, es van afegir 3 metralladores PKT de 7,62 mm amb 2.000 cartutxos. Una de coaxial al canó i dues muntades al frontal, una a la dreta i l'altra a l'esquerra. També és habitual que es porti un llançagranades automàtic de 30 mm dins del blindat.

### Sistema motor
El motor del BMD-1 és un 5D-20 V-6 refrigerat per líquid capaç de desenvolupar una potència de 240 CV a 2.600 rpm. Aquest motor va connectat a una transmissió manual de 4 velocitats. Aquesta transmissió, com els dipòsits de combustible, també va resultar ser molt fràgil. De vegades, amb els forts impactes dels salts, la transmissió quedava desconnectada, deixant el vehicle immòbil.

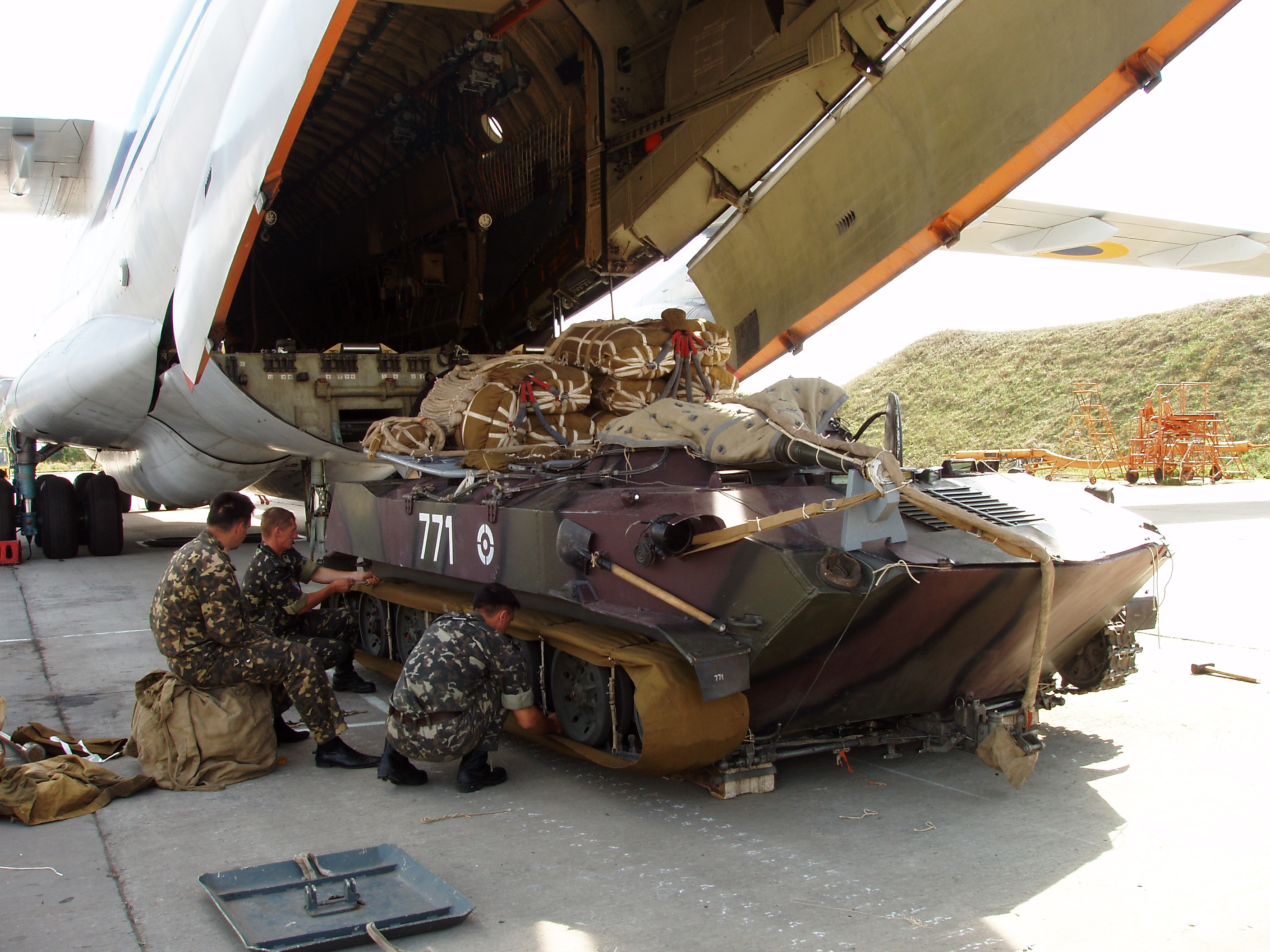
Un BMD-1 ucrainès preparat per llançar-se des d'un avió Il-76.

La suspensió és independent a cada costat i combina un sistema hidropneumàtic amb un sistema de tensió de les erugues mitjançant molles. Això permetia al BMD-1 alterar la seva distància respecte a terra entre els 100 mm i els 450 mm.
Aquest conjunt permet al BMD-1 assolir velocitats de 60 km/h amb una autonomia de 320 km. La seva maniobrabilitat també és elevada, gràcies a la seva relació de potència/pes, podent superar pendents del 60%, talussos laterals del 30%, parets verticals de 0,7 m i trinxeres d'1,6 m.
Per altra banda, el BMD-1 és totalment amfibi. Propulsat per l'aigua amb dos hidrojets, abans començar les operacions amfíbies s'han d'encendre les bombes de buidatge d'aigua i aixecar una xapa al frontal per evitar que s'enfonsi, i així pot avançar a una velocitat de 10 km/h travessant rius, estanys... Les bombes de buidatge d'aigua també es podien fer funcionar manualment.
A més a més, per poder-se desplegar juntament amb els paracaigudistes es pot transportar i llançar des dels avions Il-76 i An-12. El procediment pel llançament és el següent: amb l'ajuda d'un paracaigudes petit, el BMD-1 és estirat fora de l'avió. Un cop fora es desplega el paracaigudes principal i 4 pols amb un sensor de contacte sota el vehicle. Tan aviat com un sensor percep contacte amb el terra s'activa un retrocoet que frena considerablement l'impacte amb el terra. Un cop a terra, s'han de desfer els lligaments amb el palet i en pocs minuts ja està operatiu.

### Equip electrònic i òptic
En l'apartat òptic el BMD-1 disposa de tres periscopis pel conductor, col·locats al davant de la seva escotilla. També es disposava de visors infraroigs per a conducció nocturna. Per altra banda l'artiller tenia una mira telescòpica amb un telèmetre en el qual les retícules coincidien amb diferents abasts assumint que l'alçada de l'objectiu era de 2,7 m, la mitjana del tanc de l'OTAN de l'època.

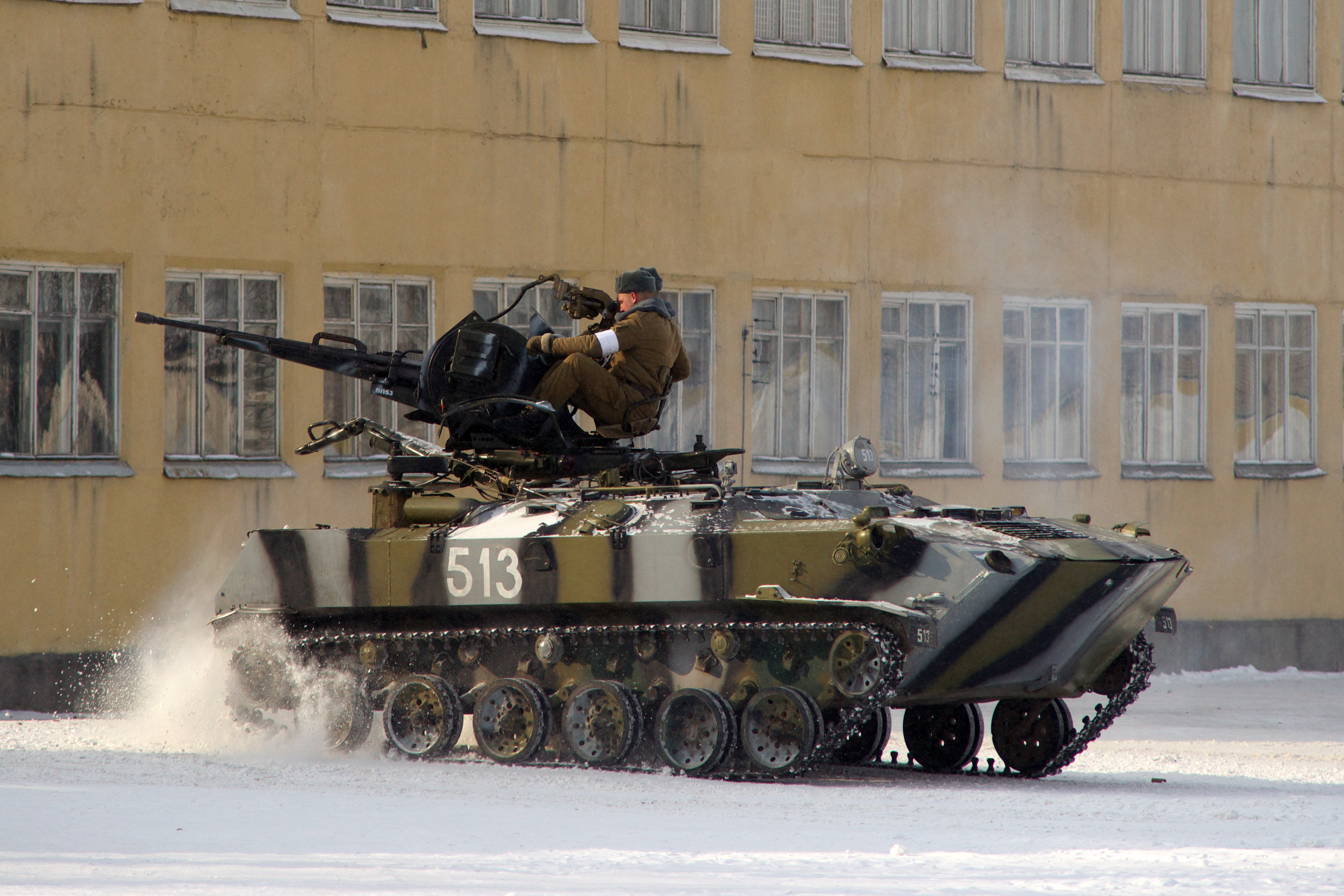
BTR-DG de l'exèrcit belarús equipat amb el canó antiaeri ZU-23-2, servit per dos homes sobre el xassís.

Per comunicar-se amb la resta de la formació el BMD-1 tenia un transmissor R-123 i un intercomunicador R-124. A més a més, per orientar-se després del salt el vehicle disposava d'un girocompàs GPK-S9.
En cas d'incendi, el BMD-1 tenia un sistema centralitzat d'apagat d'incendis mitjançant un extintor de foc amb bromur d'etilè. I per poder engegar el vehicle més de pressa també hi havia un preescalfador del motor.

## Variants
Basant-se en el BMD-1 es van produir múltiples variants que, tot i que en alguns casos només substituïen l'armament, sovint variaven el seu rol en combat:
- BMD-1: vehicle base. Descrit al cos de l'article, en alguns casos es va modificar l'armament:
  - 2A28 substituït per un canó automàtic de 30 mm.
  - 2A28 substituït per un llançagranades automàtic de 30 mm AGS-17 "Plamya".
  - S'elimina l'armament comú i se substitueix per un morter.
  - Tot l'armament és substituït per un llançacoets múltiple de 12x80 mm.
- BMD-1K, K de komandirskaya (comandament en rus). Variant de comandament equipada amb transmissors R-126 i R-107, dos antenes de més llarg abast i un generador. Sovint anomenat simplement BMD-K.
- BMD-1P. Modernització del BMD-1 substituint el llançador de míssils antitancs 9S428 del canó per un 9P135M-1, muntat al sostre, capaç de disparar míssils "Konkurs" (AT-5 Spandrel), Konkurs-m (AT-5B Spandrel B), 9M111 "Fagot" (AT-4 Spigot) i 9M111-2 "Fagot" (AT-4B Spigot B). Va entrar en servei l'any 1977.

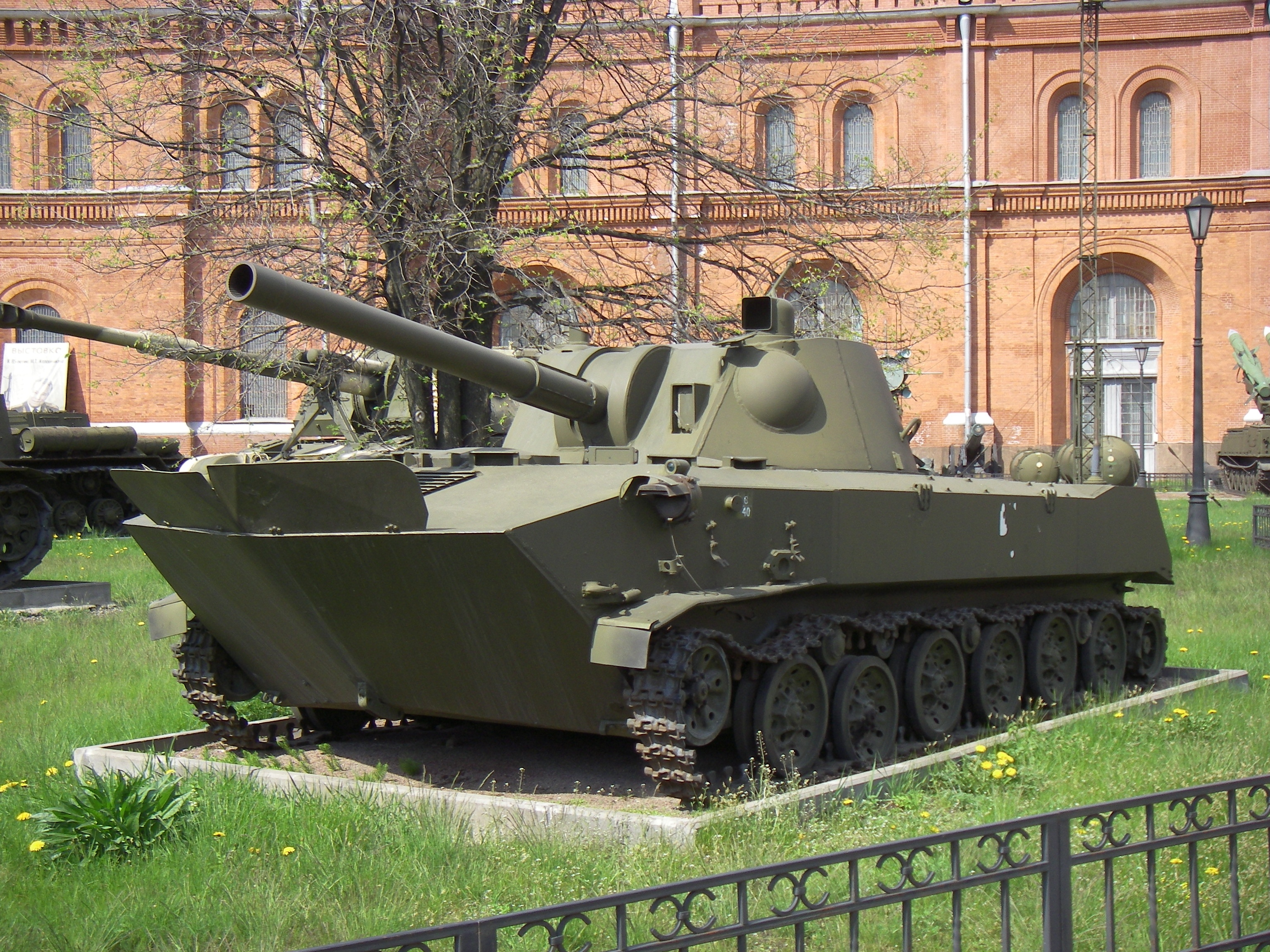
Una variant 2S9 Nona, equipada amb un canó-morter de 120 mm, exposada a Sant Petersburg.

- BMD-1PK. Variant de comandament de la versió modernitzada. Equipada amb una ràdio addicional R123M, un generador, un girocompàs GPK-59, un detector de radiació i químics PRKhR i dues taules desplegables. Es suprimeix la metralladora del costat esquerre del buc i també el corresponent seient. També es redueix la munició: 1 m'missil antitancs Konkurs menys i 250 cartutxos de metralladora menys.
- BMD-1M. S'equipen llançafumígens al darrere de la torreta per donar cobertura i es millora la ventilació del vehicle i les rodes de rodament de la tracció.
- BTR-D. BMD-1 sense torreta i amb un xassís allargat, compost per sis rodes de rodament a les erugues.
- BTR-DG. Variant antiaèria, disposa d'un canó ZU-23-2 muntat al sostre del xassís.
- BMD-KShM. Vehicle de post de comandament.
- BMD-1 Shmel-1 RPV. Es fa servir el xassís del BMD-1 com a sistema autopropulsat pel llançament i estació de control dels pesants míssils antitancs Shmel-1.
- BRehM-D. basat en el BTR-D, aquesta variant disposa d'equipament per recuperar i reparar vehicles avariats.
- BMD-1 R440 ODB. vehicle de comunicació via satèl·lit amb un sistema muntat sobre el xassís.
- 1V118 Reostat. Variant sense torreta, s'usa com a vehicle d'observació d'artilleria equipada amb un radar.
- 1V119 Spektr. Variant sense torreta, es fa servir com a centre de direcció de les bateries d'artilleria.
- 2S0 SO-120 Nona. Variant equipada amb una torreta armada amb un canó-morter de 120 mm.

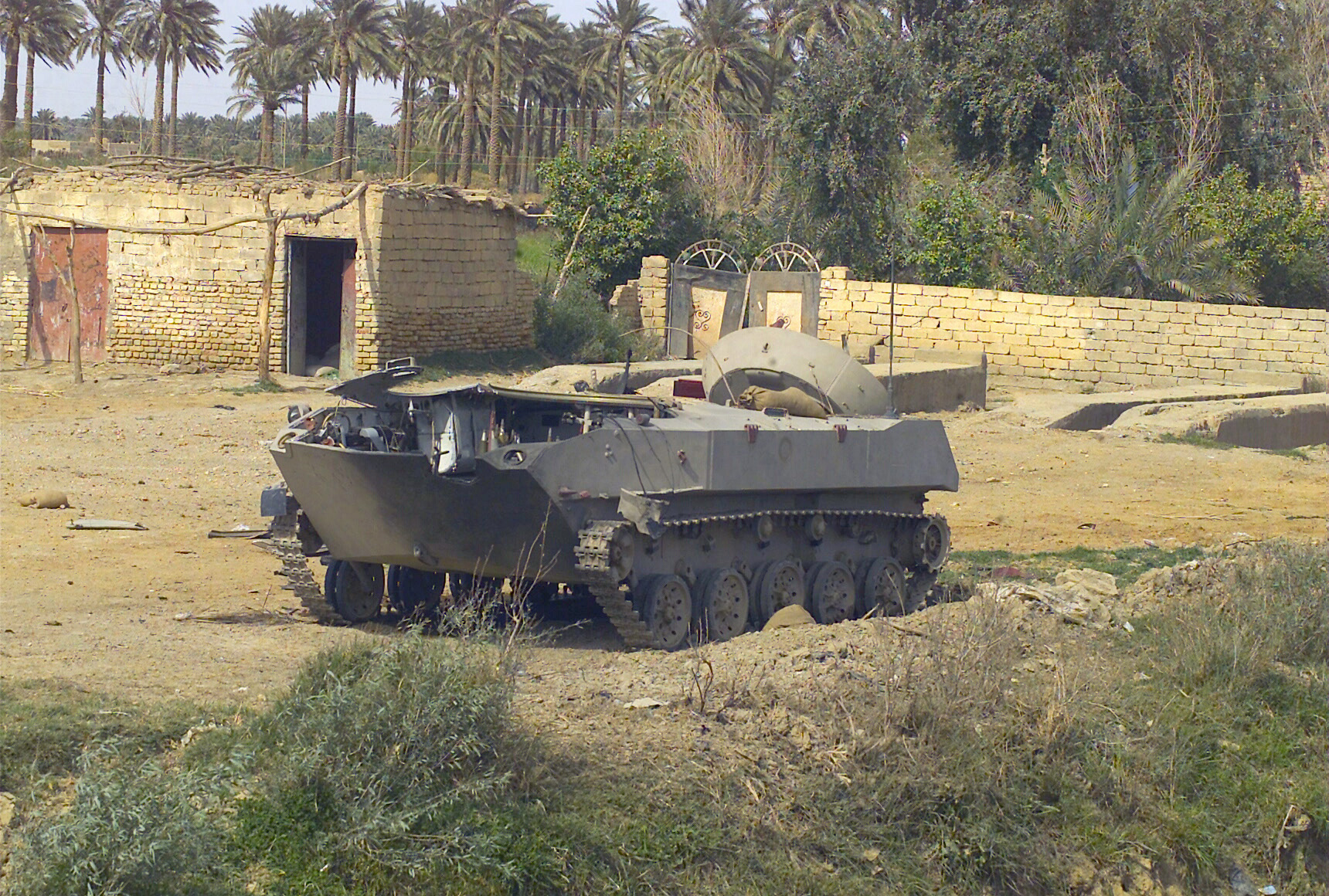
Un BMD-1 iraquià destruït durant l'Operació Llibertat Iraquiana, vora una estructura abandonada al nord de l'Iraq.

## Operadors
Els estats que operen o han operat el BMD-1 són:
| - Angola - Armènia - Azerbaidjan - Belarús | - Cuba - Índia - Iraq - Iran | - Moldàvia - Rússia - Unió Soviètica - Ucraïna - Uzbekistan |